# Nerax badiapex
Nerax badiapex là một loài ruồi trong họ Asilidae. Nerax badiapex được Bromley miêu tả năm 1928. Loài này phân bố ở vùng Tân nhiệt đới.